# Boute Vive
Die Boute Vive ist ein kleiner Fluss im Zentrum von Frankreich, der im Département Cher und im Département Loir-et-Cher der Region Centre-Val de Loire nordöstlich der Stadt Vierzon verläuft.
Achtung! Nicht zu verwechseln mit dem Fluss Boute Morte, der in die Petite Sauldre einmündet.

## Geografie

### Verlauf
Die Boute Vive entspringt im Gemeindegebiet von Sainte-Montaine, verläuft generell Richtung Westnordwest, durchquert eine reich an Seen und Teichen befindliche Landschaft der Sologne und mündet nach  rund 16 Kilometern im Gemeindegebiet von Pierrefitte-sur-Sauldre als linker Nebenfluss in die Sauldre.

### Orte am Fluss
(Reihenfolge in Fließrichtung)
- Les Rouets, Gemeinde Sainte-Montaine
- Sainte-Montaine
- Berrué, Gemeinde Sainte-Montaine
- Villeneuve, Gemeinde Brinon-sur-Sauldre
- Le Cerbois, Gemeinde Pierrefitte-sur-Sauldre
- Moulin de la Boute, Gemeinde Pierrefitte-sur-Sauldre